# Чжан Жунфан
Чжан Жунфа́н (кит. упр. 张蓉芳, пиньинь Zhāng Róngfāng, англ. Zhang Rongfang; р. 15 апреля 1957, Чэнду, провинция Сычуань, Китай) — китайская волейболистка и волейбольный тренер. Чемпионка летних Олимпийских игр 1984 года, чемпионка мира 1982. Выигрывала чемпионаты мира как в качестве игрока (1982), так и в качестве тренера (1986).

## Биография
Волейболом Чжан Жунфан начала заниматься в 13-летнем возрасте в Чэнду (провинция Сычуань). В 1972 была принята в команду провинции, за которую выступала на протяжении своей игровой карьеры. В 1977 Чжан Жунфан была включена в сборную Китая, в составе которой в том году играла на Кубке мира (4-е место). В 1978 приняла участие в чемпионате мира, проходившем в СССР и в том же году выиграла свою первую награду на международных соревнованиях, став серебряным призёром Азиатских игр. В 1979 в составе национальной команды выиграла чемпионат Азии, а с 1981 начался знаменитый 6-летний период в истории китайской сборной, в ходе которого она последовательно побеждала на пяти крупнейших международных турнирах — Кубке мира (дважды), чемпионате мира (дважды) и Олимпиаде в Лос-Анджелесе. На трёх из этих турнирах выступала и Чжан Жунфан (Кубок мира 1981, чемпионат мира 1982 и Олимпийские игры 1984), причём к олимпийской победе привела свою команду в качестве капитана.
В 1984 году Чжан Жунфан завершила игровую карьеру и была назначена заместителем директора спортивной комиссии провинции Сычуань. В конце того же года вошла в десятку лучших спортсменов Китая по итогам спортивного сезона. В апреле 1986 года Чжан Жунфан неожиданно получила назначение на пост главного тренера сборной и вместе с Лан Пин в качестве своей ассистентки привела подопечных волейболисток к победам на чемпионате мира и Азиатских играх. Тем самым она вошла в число немногих волейболистов, ставших чемпионами мира как в качестве игрока, так и качестве тренера.
В 1987—1988 Чжан Жунфан — заместитель директора спортивной комиссии КНР, а в 1988 возглавляла делегацию китайских волейболисток на Олимпиаде в Сеуле. В последующем работала заместителем председателя Китайской федерации молодёжи, заместителем директора волейбольного административного центра Главного спортивного управления КНР.   

### Игровая клубная карьера
- 1972—1984 —  «Сычуань» (Чэнду).

### Тренерская карьера
- 1986 —  сборная Китая — главный тренер;

## Игровые достижения

### Со сборной Китая
- Олимпийская чемпионка 1984.
- чемпионка мира 1982.
- победитель розыгрыша Кубка мира 1981.
- чемпионка Азиатских игр 1982;
  - серебряный призёр Азиатских игр 1978.
- чемпионка Азии 1979;
  - серебряный призёр чемпионата Азии 1983.

### Индивидуальные
- 1984: вошла в десятку лучших спортсменов Китая по итогам года.

## Тренерские достижения[2]

### Со сборной Китая
- чемпионка мира 1986.
- чемпионка Азиатских игр 1986.

## Личная жизнь
Муж (с 1985) — Ху Цзинь — волейбольный тренер, главный тренер женской сборной Китая в 1989—1993 и 1999—2000. Сын — Ху Ши (род. 1986).